# Gregorio Zara
Gregorio Y. Zara (Lipa, 8 maart 1902 - 15 oktober 1978) was een Filipijns natuurkundige en uitvinder. Zara werd in 1978 door president Ferdinand Marcos benoemd tot nationaal wetenschapper van de Filipijnen.

## Biografie
Gregorio Zara werd geboren op 8 maart 1902 in Lipa in de Filipijnse provincie Batangas. Zijn ouders waren Brigido Zara en Severina Ynciong. Na het voltooien van de lagere school en de Batangas High School, beide als valedictorian, studeerde Zara enige tijd aan de University of the Philippines voor hij met een beurs van de overheid mocht studeren in de Verenigde Staten. In 1926 behaalde hij een Bachelor of Science werktuigbouwkunde aan de MIT. Daarna studeerde hij aan de University of Michigan, waar hij summa cum laude zijn master-diploma luchtvaarttechniek behaalde. Hij sloot zijn opleiding af in Frankrijk waar hij in 1930 summa cum laude zijn dokterstitel natuurkunde behaalde aan de Universiteit van Sorbon in Parijs.
Terug in de Filipijnen werkte Zara tot 1946 voor de Filipijnse overheid. Hij begon als technisch assistent vliegtuigzaken bij het ministerie van Publieke Werken en Communicatie. Al snel was hij er assistent-chef, weer later luchtvaartingenieur en ten slotte chef van de luchtvaartdivisie. In 1936 was hij assistent-directeur en hoofdluchtvaartkundig ingenieur op het bureau of Aeronautics van het ministerie van Defensie. Hij sloot zijn carrière bij de overheid af als directeur van het bureau of Aeronautics. In 1946 nam hij ontslag bij het ministerie.
Zara verwierf internationale bekendheid door zijn wetenschappelijke werk, maar vooral door zijn ongeveer dertig uitvindingen. Rond 1930 beschreef hij natuurkundige wet van kinetische elektrische weerstand, die bekend werd als het Zara-effect. Bekende uitvindingen van zijn hand waren onder meer de in 1952 ontworpen  vliegtuigmotor die werkte op alcohol. Eind september 1954 werd een eerste test hiermee uitgevoerd op Manila International Airport. Ook maakte hij in 1955 een eerste versie van een videotelefoon, waar de beller een foto van gebelde persoon aan de andere kant van de lijn ontving. Ook bedacht hij in de jaren 60 betere methoden voor het produceren van zonne-energie.
Voor zijn uitvindingen ontving Zara diverse onderscheidingen. Zo kreeg hij onder meer een Presidential Diploma of Merit, een Distinguished Service Medal (1959) en een Cultural Heritage Award in 1966. In 1978 werd Zara door president Ferdinand Marcos benoemd tot nationaal wetenschapper van de Filipijnen.
Zara overleed vier maanden na zijn benoeming tot nationaal wetenschapper op 76-jarige leeftijd aan hartfalen. Hij kreeg een staatsbegrafenis op het Libingan ng mga Bayani (begraafplaats voor helden). Zara was getrouwd met voormalig miss Filipijnen Engracia Laconico en kreeg met haar vier kinderen.